# Бело циганче
Бело циганче (мкд. Белото циганче), роман који је написао македонски књижевник Видое Подгорец, објављен 1966. године.

## Екранизација
По роману је 1984. године снимљена југословенска ТВ серија Белото циганче.